# Josef Loschmidt
Josef Loschmidt, znany też jako Joseph (ur. 15 marca 1821 w Putschirn k. Karlsbad, zm. 8 lipca 1895 w Wiedniu) – austriacki fizyk i chemik, profesor Uniwersytetu Wiedeńskiego. Autor prac dotyczących kinetycznej teorii gazów.

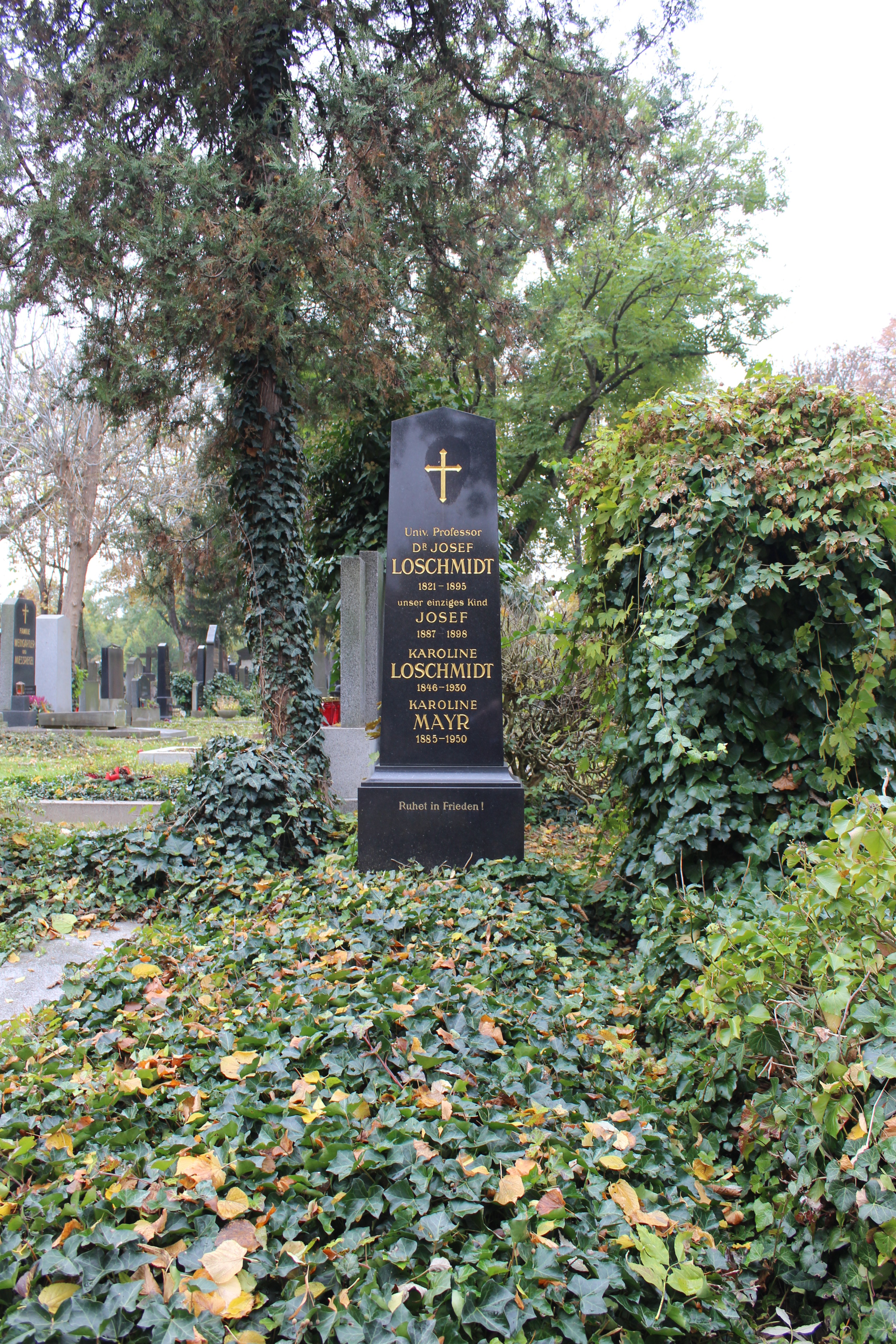
Grobowiec na Cmentarzu Centralnym w Wiedniu

## Życiorys
Studiował filozofię i matematykę na Uniwersytecie Karola w Pradze. W 1841 przeniósł się do Wiednia, gdzie studiował fizykę i chemię. Dyplom uzyskał w 1846 roku. W 1865 roku przedstawił pierwszą wiarygodną ocenę rozmiarów cząsteczek gazu: 10-10 m (0,1 nm). Aby tego dokonać wykorzystał dane doświadczalne dotyczące gęstości i lepkości gazów oraz wzory teorii kinetycznej. Oszacował liczbę cząsteczek gazów w jednym centymetrze sześciennym powietrza. Liczbę te nazwano na cześć uczonego stałą Loschmidta. Oszacowania Loschmidta są późniejsze, ale niezależne od tych Thomasa Younga z 1816. Został profesorem chemii fizycznej na Uniwersytecie Wiedeńskim w 1868 roku.

## Literatura dodatkowa
- Encyklopedia PWN. T. 2. Warszawa: 1991, s. 354.